# Quarter General Palacios
El Quarter General Palacios (també conegut com a Quarter d’Enginyers, o també Quarter de les Avingudes) és una caserna militar de Palma (Mallorca, Illes Balears, Espanya), construïda entre 1937 i 1945. És un destacat exemple de racionalisme arquitectònic de la ciutat per les dimensions i la ubicació de l'edifici, en ple centre de la població.
El seu nom oficial va ser Comandància d’Obres de Balears fins que el 2020 l'edifici va ser rebatejat com a Quarter General Palacios, en honor de l'enginyer d’obres homònim.

## Història
El 1902 el solar va ser cedit pel Ministeri de la Guerra a l'Ajuntament de Palma per poder demolir el tram corresponent de les muralles de la ciutat; però durant els següents trenta anys no s’hi va edificar res al solar resultant.
La gènesi de l'edifici obeeix a les directrius marcades pel règim franquista en els seus primers anys cercant la modernització de les instal·lacions militars de l’Estat, en uns casos antiquades i en altres malmeses per la guerra, així com dotar-les de major funcionalitat. Així, l'Art Déco i el racionalisme varen ser utilitzats amb freqüència durant els primers anys de la postguerra per a edificis de caràcter militar i aquest Quarter va ser un dels primers exemples.
L'edifici fou dissenyat per Baltasar Montaner Fernández, militar de carrera i enginyer d’obres, que va tenir Mallorca com a destí i allà se’n va encarregar de diverses obres per a l'exèrcit espanyol. Va començar a construir-se el 1937, en plena Guerra Civil i no va acabar-se fins a 1945 amb el nom oficial de Comandancia de Obras de Baleares, d’aquí el nom a nivell popular que s’ha mantingut fins avui. L'edifici ha acollit dependències de l'exèrcit de terra espanyol des de la seva obertura i actualment depèn de la Comandància General de Balears.
El 2010 li fou retirat l'escut franquista que encara presidia el frontó principal, sent substituït per l'escut constitucional actual.

## Descripció
El Quarter General Palacios ocupa l’illeta composta per l'av. Gabriel Alomar i els carrers Jaume Lluís Garau, Mateu Enric Lladó i Fra Francesc Cantarellas. L'edifici principal s’estén al llarg de la banda de l’av. Gabriel Alomar, havent-hi a la resta de carrers edificis menors. Tots els cossos de l'edifici es distribueixen al voltant d’un pati interior.
L'edifici de l’av. Gabriel Alomar és un clar exponent del racionalisme arquitectònic en mancar de cap adorn i mostrar una perfecta simetria, en prendre com a centre el portal principal de l'edifici. Destaca per la seva horitzontalitat i l’alternança de volums de diferents alçàries, en contrast amb una alçària en conjunt més aviat baixa: les seccions més altes es troben a les cantonades i no superen els quatre pisos. L’alternança de volums, blocs i alcades donen gran dinamisme al conjunt i es reforça per la profusió de finestrals, cornises i voladissos. Tot això dona a l'edifici un aire monumental malgrat la senzillesa constructiva, d’acord amb les possibilitats estètiques del racionalisme.
Els edificis dels carrers laterals (Jaume L. Garau i Fra F. Cantarellas) i posterior (Mateu E. Lladó) són de dimensions menors i manquen d'interès arquitectònic.